# Liste der Stolpersteine in Bünde
Die Liste der Stolpersteine in Bünde enthält Stolpersteine, die im Rahmen des gleichnamigen Kunst-Projekts von Gunter Demnig in Bünde verlegt wurden. Mit ihnen soll an Opfer des Nationalsozialismus erinnert werden, die in Bünde lebten und wirkten.

## Liste der Stolpersteine
| lfde. Nr. | Person                 | Adresse                                | Inschrift | Bild | weitere Informationen |
| --------- | ---------------------- | -------------------------------------- | --- | --- | --- |
| 1         | Hermann Rosenberg      | Bahnhofstraße 6 ⊙                      | Hier wohnte Hermann Rosenberg Jg. 1871 Deportiert 1942 Theresienstadt Ermordet 23.9.1942 in Treblinka                                                                          | | Hermann Rosenberg wurde am 3. Oktober 1871 in Bünde geboren. Er wurde am 31. Juli 1942 ab Bielefeld in das Ghetto Theresienstadt und am 23. September 1942 in das Vernichtungslager Treblinka deportiert wo er dann ermordet wurde. |
| 1         | Paula Rosenberg        | Bahnhofstraße 6 ⊙                      | Hier wohnte Paula Rosenberg Geb. Röttgen Jg. 1895 Deportiert 1942 Theresienstadt Ermordet in Minsk                                                                             | | Paula Röttgen wurde am 1. März 1886 in Linden geboren und war wohnhaft in Bünde. Sie wurde am 31. Juli 1942 ab Bielefeld in das Ghetto Theresienstadt und am 23. September 1942 in das Vernichtungslager Treblinka deportiert wo sie dann ermordet wurde. |
| 1         | Kurt Rosenberg         | Bahnhofstraße 6 ⊙                      | Hier wohnte Kurt Rosenberg Jg. 1917 Deportiert 1942 Ermordet in Treblinka | | Kurt Rosenberg wurde am 23. Februar 1917 in Bünde geboren und war wohnhaft in Hannover. Er wurde am 1. März 1942 ab Hannover in das Ghetto Warschau deportiert. |
| 2         | Erwin Löwenstein       | Eschstraße (Auf’mTie 2) ⊙              | Hier wohnte Erwin Löwenstein Jg. 1905 Deportiert 1942 Ermordet in Treblinka | | |
| 2         | Theodora Löwenstein    | Eschstraße (Auf’mTie 2) ⊙              | Hier wohnte Theodora Löwenstein Geb. Lilienfeld Jg. 1874 Deportiert 1942 Theresienstadt Ermordet in Auschwitz                                                                  | | |
| 2         | Else Jelin             | Eschstraße (Auf’mTie 2) ⊙              | Hier wohnte Else Jelin Jg. 1919 Deportiert Ermordet in Riga | | |
| 3         | Emil Ruben             | Hindenburgstraße 32 ⊙                  | Hier wohnte Emil Ruben Jg. 1856 Tot 24.07.1942 5 Tage vor Deportation | | |
| 3         | Ella Ruben             | Hindenburgstraße 32 ⊙                  | Hier wohnte Ella Ruben Geb.: Wolfstein Jg. 1875 Deportiert 1942 Theresienstadt Ermordet 06.06.1943                                                                             | | |
| 3         | Klara Nussbaum         | Hindenburgstraße 32 ⊙                  | Hier wohnte Klara Nussbaum Geb.: Eisemann Jg. 1874 Deportiert 1942 Theresienstadt Ermordet 23.09.1942 in Treblinka                                                             | | |
| 3         | Max Hecht              | Hindenburgstraße 32 ⊙                  | Hier wohnte Max Hecht Jg. 1864 Deportiert 1942 Theresienstadt Ermordet 23.09.1942                                                                                              | | |
| 3         | Helene Katz            | Hindenburgstraße 32 ⊙                  | Hier wohnte Helene Katz Jg. 1910 Deportiert 1942 Ermordet in Theresienstadt Überlebt                                                                                           | | |
| 3         | Sara Leyser            | Hindenburgstraße 32 ⊙                  | Hier wohnte Sara Leyser Geb. Wolfstein Jg. 1868 Deportiert 1942 Theresienstadt Ermordet 29.04.1943                                                                             | | |
| 3         | Helene Plaut           | Hindenburgstraße 32 ⊙                  | Hier wohnte Helene Plaut Geb. Blumenau Jg. 1862 Deportiert 1942 Theresienstadt Ermordet in Minsk                                                                               | | |
| 3         | Eva Luss               | Hindenburgstraße 32 ⊙                  | Hier wohnte Eva Luss Jg. 1900 Deportiert 1941 Ermordet in Minsk | | |
| 3         | Hildegard Stein        | Hindenburgstraße 32 ⊙                  | Hier wohnte Hildegard Stein Jg. 1920 Deportiert Ermordet in Riga | | |
| 4         | Auguste Levison        | Hindenburgstraße 1 ⊙                   | Hier wohnte Auguste Levison Geb. Roos Jg. 1875 Deportiert 1942 Theresienstadt Ermordet 21.4.1944                                                                               | | |
| 4         | Carl Levison           | Hindenburgstraße 1 ⊙                   | Hier wohnte Carl Levison Jg. 1862 Deportiert 1942 Theresienstadt Ermordet 21.3.1944                                                                                            | | |
| 4         | Alfred Levison         | Hindenburgstraße 1 ⊙                   | Hier wohnte Alfred Levison Jg. 1895 Deportiert 1942 Theresienstadt Ermordet 27.2.1945                                                                                          | | |
| 4         | Erna Jacobs            | Hindenburgstraße 1 ⊙                   | Hier wohnte Erna Jacobs Jg. 1901 Deportiert 1942 Ermordet in Riga | | |
| 4         | Else Hanauer           | Hindenburgstraße 1 ⊙                   | Hier wohnte Else Hanauer Jg. 1889 Deportiert 1942 KZ Stutthof Ermordet 21.12.1944                                                                                              | | |
| 4         | Hildegard Sax          | Hindenburgstraße 1 ⊙                   | Hier wohnte Hildegard Sax Jg. 1913 Deportiert 1942 Ermordet in Riga | | |
| 4         | Martha Blumenthal      | Hindenburgstraße 1 ⊙                   | Hier wohnte Martha Blumenthal Jg. 1914 Deportiert 1942 Ermordet in einem KZ | | |
| 4         | Hildegard Stein        | Hindenburgstraße 1 ⊙                   | Hier wohnte Hildegard Stein Jg. 1920 Deportiert 1942 Ermordet in Riga | | |
| 4         | Grete Mildenberg       | Hindenburgstraße 1 ⊙                   | Hier wohnte Grete Mildenberg Geb. Meier Jg. 1879 Tot 28.05.1942 | | |
| 4         | Hartwig Mildenberg     | Hindenburgstraße 1 ⊙                   | Hier wohnte Hartwig Mildenberg Jg. 1875 Deportiert 1942 Theresienstadt Ermordet 12.6.1943                                                                                      | | |
| 5         | Antoinette Bloch       | Elsemühlenweg 39 ⊙                     | Hier wohnte Antoinette Bloch Geb. Weiss Jg. 1896 Deportiert Auschwitz Ermordet 19.02.1943                                                                                      | | |
| 5         | Artur Bloch            | Elsemühlenweg 39 ⊙                     | Hier wohnte Artur Bloch Jg. 1883 Deportiert Sobibor Ermordet 14.05.1943 | | |
| 5         | Berta Bloch            | Elsemühlenweg 39 ⊙                     | Hier wohnte Berta Bloch Jg. 1925 Deportiert Auschwitz Ermordet 19.02.1943 | | |
| 5         | Gertrud Bloch          | Elsemühlenweg 39 ⊙                     | Hier wohnte Gertrud Bloch Jg. 1930 Deportiert Auschwitz Ermordet 19.02.1943 | | |
| 6         | Mathilde Mayer         | Lübbecker Straße 9 jetzt Goetheplatz ⊙ | Hier wohnte Mathilde Mayer Geb. Weiss Jg. 1854 Deportiert Theresienstadt Ermordet 25.10.1942                                                                                   | Bild gesucht Der Benutzer -- Lodewicus de Honsvels ( Diskussion ) 12:24, 27. Jan. 2025 (CET) wünscht sich an dieser Stelle ein Bild vom Ort mit diesen Koordinaten 52.20104 8.58957 . Motiv: Goetheplatz: der Stolperstein für Mathilde Mayer, die Lage und das Haus Falls du dabei helfen möchtest, erklärt die Anleitung , wie das geht. BW | |
| 7         | Abraham Weiss          | Bahnhofstraße 76 ⊙                     | Hier wohnte Abraham Weiss Jg. 1870 Deportiert Auschwitz Ermordet 25.01.1943 | | |
| 7         | Frouwktje Weiss        | Bahnhofstraße 76 ⊙                     | Hier wohnte Frouwktje Weiss Geb. Duitschel Jg. 1878 Deportiert Auschwitz Ermordet 12.02.1943                                                                                   | | |
| 8         | Dorothea Arndt         | Borriesstraße 17 ⊙                     | Hier wohnte Dorothea Arndt Jg. 1916 1935 Heilanstalt Bethel Ermordet in 1940 in Heilanstalt Brandenburg                                                                        | | |
| 9         | Otto Spanier           | Goetheplatz Bushaltestelle ⊙           | Hier wohnte Otto Spanier Jg. 1893 Deportiert 1941 Ermordet in Stutthof | | |
| 9         | Ilse Spanier           | Goetheplatz Bushaltestelle ⊙           | Hier wohnte Ilse Spanier Geb. Schiff Jg. 1909 Deportiert 1941 Ermordet in Stutthof                                                                                             | | |
| 9         | Manfred Spanier        | Goetheplatz Bushaltestelle ⊙           | Hier wohnte Manfred Spanier Jg. 1933 Deportiert 1941 Ermordet in Stutthof | | |
| 10        | Erich Meyer            | Bahnhofstraße 16 ⊙                     | Hier wohnte Erich Meyer Jg. 1905 deportiert 1942 Auschwitz ermordet 16.8.1942                                                                                                  | | Moritz Erich Meyer wurde am 7. Februar 1905 in Thale geboren und wahr wohnhaft in Bünde, Dortmund und Köln. Nach seiner Haft vom 13. Februar bis zum 11. März 1937 im Konzentrationslager Dachau emigrierte er nach Frankreich. Am 28. Juni 1942 wurde Erich Meyer von Beaune-la-Rolande in das Vernichtungslager Auschwitz deportiert und dort am 16. August desselben Jahres ermordet. |
| 11        | Hugo Meyer             | Winkelstraße 14 ⊙                      | Hier wohnte Hugo Meyer Jg. 1875 Deportiert 1942 Theresienstadt Ermordet 10.10.1942                                                                                             | | |
| 11        | Johanna Meyer          | Winkelstraße 14 ⊙                      | Hier wohnte Johanna Meyer Geb: Hamlet Jg. 1878 Deportiert 1942 Theresienstadt Überlebt                                                                                         | | |
| 11        | Gerda Lehmann          | Winkelstraße 14 ⊙                      | Hier wohnte Gerda Lehmann Jg. 1921 Deportiert 1942 Treblinka Ermordet | | |
| 11        | Hannelore Levy         | Winkelstraße 14 ⊙                      | Hier wohnte Hannelore Levy Jg. 1924 Deportiert Ermordet in Minsk | | |
| 11        | Else Burchard          | Winkelstraße 14 ⊙                      | Hier wohnte und arbeitete Else Burchard Geb. Bernhard Jg. 1898 Unfreiwillig verzogen 1936 Greifswald Deportiert 1941 Glusk Ermordet 27.04.1942                                 | | |
| 11        | Johanna Sassen         | Winkelstraße 14 ⊙                      | Hier wohnte und arbeitete Johanna Sassen Geb. Löbhardt Jg. 1876 Deportiert 1942 Theresienstadt Treblinka Ermordet                                                              | | |
| 11        | Herta Simon            | Winkelstraße 14 ⊙                      | Hier wohnte und arbeitete Herta Simon Jg. 1921 Unfreiwillig verzogen 1939 Erfurt Deportiert 1942 Belzyce Ermordet                                                              | | |
| 12        | Eveline Weiss          | Heidkampstraße 11 ⊙                    | Hier wohnte Eveline Weiss Geb. Marcus Jg. 1902 Flucht 1933 Holland Fluchtversuch 1942 Schweiz Deportiert ermordet in Auschwitz                                                 | | |
| 12        | Siegbert Weiss         | Heidkampstraße 11 ⊙                    | Hier wohnte Siegbert Weiss Jg. 1923 Flucht 1933 Holland Fluchtversuch Belgien Interniert Westerbork Deportiert Mehrere Arbeitslager Sonderkommando Buchenwald Befreit/Überlebt | | |
| 12        | Manfred Weiss          | Heidkampstraße 11 ⊙                    | Hier wohnte Manfred Weiss Jg. 1927 Flucht 1933 Holland Fluchtversuch 1942 Schweiz Deportiert ermordet in Auschwitz                                                             | | |
| 13        | Gottfried Spiegel      | Lenastraße 7 ⊙                         | Hier wohnte Gottfried H. Spiegel Jg. 1906 Gedemütigt/Entrechtet Überwacht von Gestapo mit Hilfe überlebt                                                                       | | |
| 13        | Franziska Spiegel      | Lenastraße 7 ⊙                         | Hier wohnte Franziska Spiegel Geb. Goldschmidt Jg. 1905 Ermordet von SS 4.11.44 Hücker Aschen Täter bekannt Trotz Zeugenaussagen Täter nie ermittelt                           | | |
| 13        | Rolf Gottfried Spiegel | Lenastraße 7 ⊙                         | Hier wohnte Rolf Gottfried Spiegel Jg. 1930 Gedemütigt/Entrechtet Überwacht von Gestapo mit Hilfe überlebt                                                                     | | |
| 14        | Berta Blumenau         | Hindenburgstraße 32 ⊙                  | Hier wohnte Berta Blumenau Geb. Raphael Jg. 1865 Flucht 1939 Holland Interniert Westerbork Deportiert 1943 Sobibor Ermordet 9.4.1943                                           | | |
| 14        | Johanne Samson         | Hindenburgstraße 32 ⊙                  | Hier wohnte Johanne Samson Geb. Koppel Jg. 1867 Deportiert 1942 Theresienstadt Ermordet 1.1.1943                                                                               | | |
| 14        | Helene Lebenstein      | Hindenburgstraße 32 ⊙                  | Hier wohnte Helene Lebenstein Jg. 1908 Unfreiwillig verzogen 1937 nach EPE I.W. Flucht 1939 Holland Interniert Westerbork Deportiert 1943 Auschwitz Ermordet 14.1.1943         | | |
| 14        | Adolf Elias            | Hindenburgstraße 32 ⊙                  | Hier wohnte Adolf Elias Jg. 1922 Unfreiwillig verzogen 1936 Hoya Deportiert 1943 Theresienstadt 1944 Auschwitz Ermordet 9.3.1945 Dachau                                        | | |
| 15        | Rudolf Blumenau        | Eschstraße 40 ⊙                        | Hier wohnte Rudolf Blumenau Jg. 1899 Flucht 1939 Holland Interniert Westerbork Deportiert 1943 Sobibor Ermordet 4.6.1943                                                       | | |
| 16        | Ernst Friedlich        | Auf´m Tie 3 ⊙                          | Hier wohnte Ernst Friedlich Jg. 1910 Unfreiwillig verzogen 1939 Kassel Flucht 1939 Mexiko                                                                                      | | |
| 16        | Mathilde Friedlich     | Auf´m Tie 3 ⊙                          | Hier wohnte Mathilde Friedlich Jg. 1880 Unfreiwillig verzogen 1938 Kassel Deportiert 1941 Riga Ermordet                                                                        | | |
| 17        | Fritz Münchhausen      | Bahnhofstraße 13 ⊙                     | Hier wohnte Fritz Münchhausen Jg. 1896 Deportiert 1942 Schicksal unbekannt | | |
| 18        | Hedwig Hamlet          | Eschstraße 19 ⊙                        | Hier wohnte Hedwig Hamlet … | Bild gesucht Der Benutzer GeorgDerReisende ( Diskussion ) wünscht sich an dieser Stelle ein Bild vom Ort mit diesen Koordinaten 52.1974 8.58346 . Motiv: Eschstraße 19: der Stolperstein für Hedwig Hamlet, die Lage und das Haus Falls du dabei helfen möchtest, erklärt die Anleitung , wie das geht. BW                                    | |
| 19        | Selma Gottschalk       | Hangbaumstraße 2 ⊙                     | Hier wohnte Selma Gottschalk … | Bild gesucht Der Benutzer GeorgDerReisende ( Diskussion ) wünscht sich an dieser Stelle ein Bild vom Ort mit diesen Koordinaten 52.19663 8.58364 . Motiv: Hangbaumstraße 2: der Stolperstein für Selma Gottschalk, die Lage und das Haus Falls du dabei helfen möchtest, erklärt die Anleitung , wie das geht. BW                             | |